# Generalbas
Generalbas (tudi oštevilčeni bas; italijansko basso continuo) je vrsta glasbenega zapisa, pri katerem so nad ali pod basovsko linijo zapisana števila, ki označujejo akorde. Ta tehnika harmonskih okrajšav se je pojavila ob koncu 16. stoletja (barok) v Italiji. Eden prvih primerov generalbasa je ohranjen v zapisu prve opere, Euridice (1600), Jacopa Perija. Številčni zapis je bil namenjen instrumentom, ki so lahko z akordi spremljali pevce. Tedaj so bili to čembalo, orgle, lutnja, teorba, ipd. Basovo linijo pa so (seveda brez upoštevanja generalbasa) igrali še kontrabas, violončelo, viola da gamba, pozavna, fagot in drugi unisoni instrumenti z obsegom nižjih registrov. Uporaba generalbasa je bila v kompozicijskih postopkih prisotna do konca 18. stoletja, ponekod pa tudi še dlje. 
Če nad posamezno noto ni številčnega zapisa, igramo nad njo tone kvintakorda, ki ga določa basov ton. 